# Breny
Breny es una comuna francesa, situada en el departamento de Aisne, de la región de Alta Francia.

## Demografía
| 295 | 260 | 250 | 219 | 212 | 238 | 272 | 252 |
| Para los censos de 1962 a 1999 la población legal corresponde a la población sin duplicidades (Fuente: INSEE [Consultar]) |     |     |     |     |     |     |     |